# Akokoide Sprachen
Akokoide Sprachen oder kurz Akokoid ist eine Bezeichnung für eine genetische Untereinheit der West-Benue-Kongo-Sprachfamilie, die nur aus der Sprache Akoko besteht. 
Die Endung -id rührt daher, dass manche Forscher die Dialekte des Akoko als separate Sprachen auffassen und somit von einer Sprachgruppe ausgehen.